# Brachionichthyidae
Brachionichthyidae é uma família de peixes actinopterígeos pertencentes à ordem Lophiiformes.